# Cudahy, Wisconsin
Cudahy là một thành phố thuộc quận Milwaukee, tiểu bang Wisconsin, Hoa Kỳ. Năm 2000, dân số của thành phố này là 18429 người.